# 霍亞金·羅德利果
霍亞金·羅德利果，阿兰胡埃斯公园侯爵（西班牙語：Joaquín Rodrigo Vidre，Marqués de los Jardines de Aranjuez，1901年11月22日—1999年7月6日），西班牙作曲家。

## 简介
罗德里戈自幼失明，不會彈奏吉他，作品卻以多首吉他協奏曲較為著名。其中《阿兰胡埃斯协奏曲》是他最有名的作品。
1991年，西班牙国王胡安·卡洛斯一世封他为“阿兰胡埃斯公园侯爵”。

## 主要作品

### 協奏曲
- 《阿蘭輝茲協奏曲》（1939年Concierto de Aranjuez）
- 《英雄協奏曲》（1943年）
- 《紳士幻想曲》（1954年）
- 《牧歌協奏曲》（1966年Concierto Madrigal）
- 《田園協奏曲》（1978年）

### 管弦樂
- 《花園音樂》（1923年-1957年）